# 1997 في لاتفيا
فيما يلي قوائم الأحداث التي وقعت خلال عام 1997 في لاتفيا.

## رياضة
- 1 يناير – كأس رابطة الدول المستقلة 1997 الفائز دينامو كييف.

## مواليد

### يونيو
- 8 يونيو – يلينا أوستابينكو لاعبة كرة مضرب لاتفية.

## وفيات

### نوفمبر
- 5 نوفمبر – أشعيا برلين (مواليد 1909)